# Burano

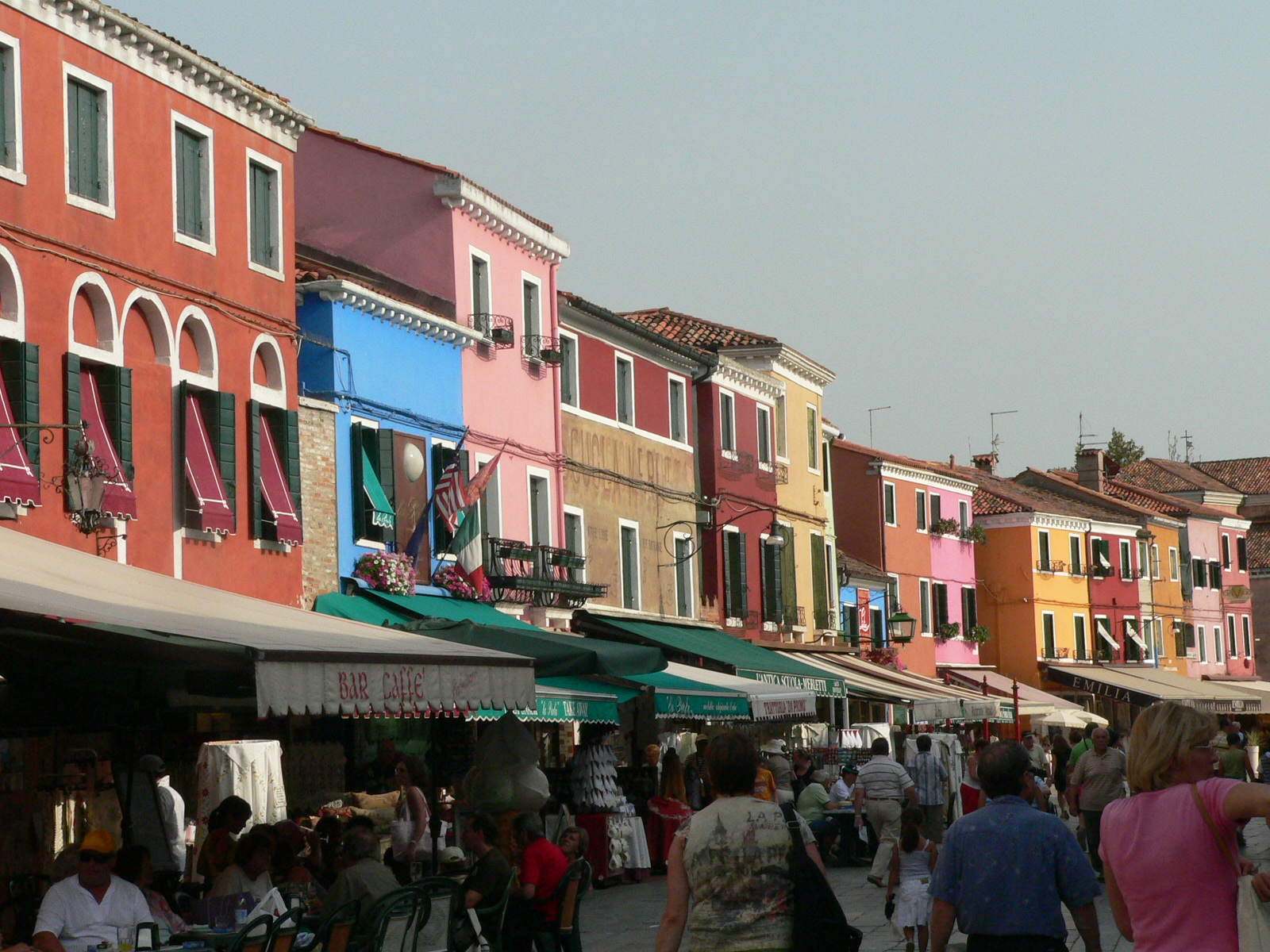
Buranói házak

Burano (velencei nyelven Buran) a Velencei-lagúna szigete, pontosabban Velencéhez hasonló, 0,21 km² összterületű szigetcsoportja, amelynek részeit hidak kötik össze egymással. Burano 7 km-re fekszik Velencétől, északkeleti irányban, Torcello közelében, a lagúna északi részén. Fő nevezetessége élénk színűre festett házai és csipkekészítése. Lakossága mintegy 3000 fő. A szigetet fahíd köti össze a szomszédos, nagyobb területű, de jóval kisebb lélekszámú Mazzorbóval. Közigazgatásilag Velencéhez tartozik.

## Története

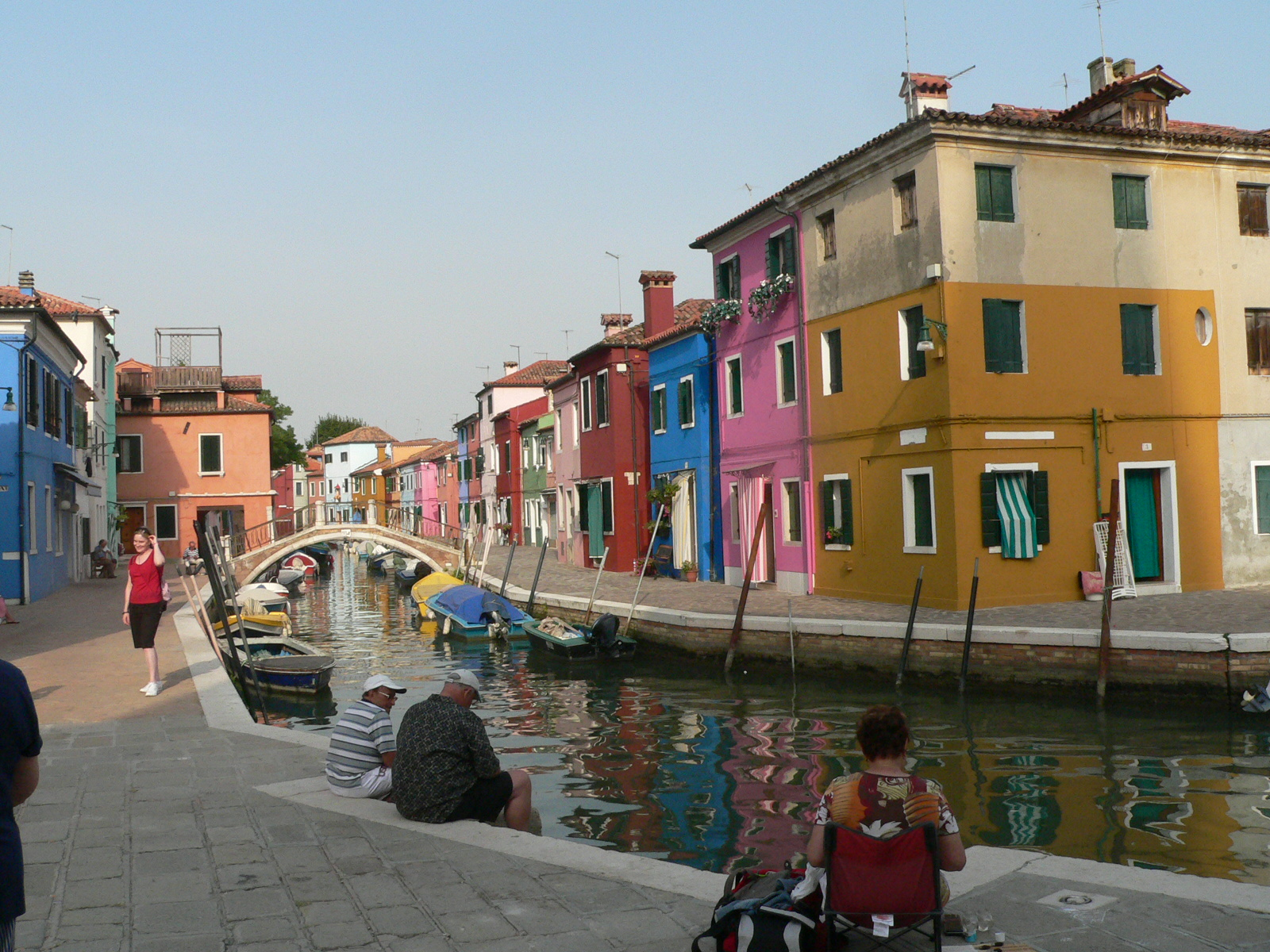
Buranói utcakép

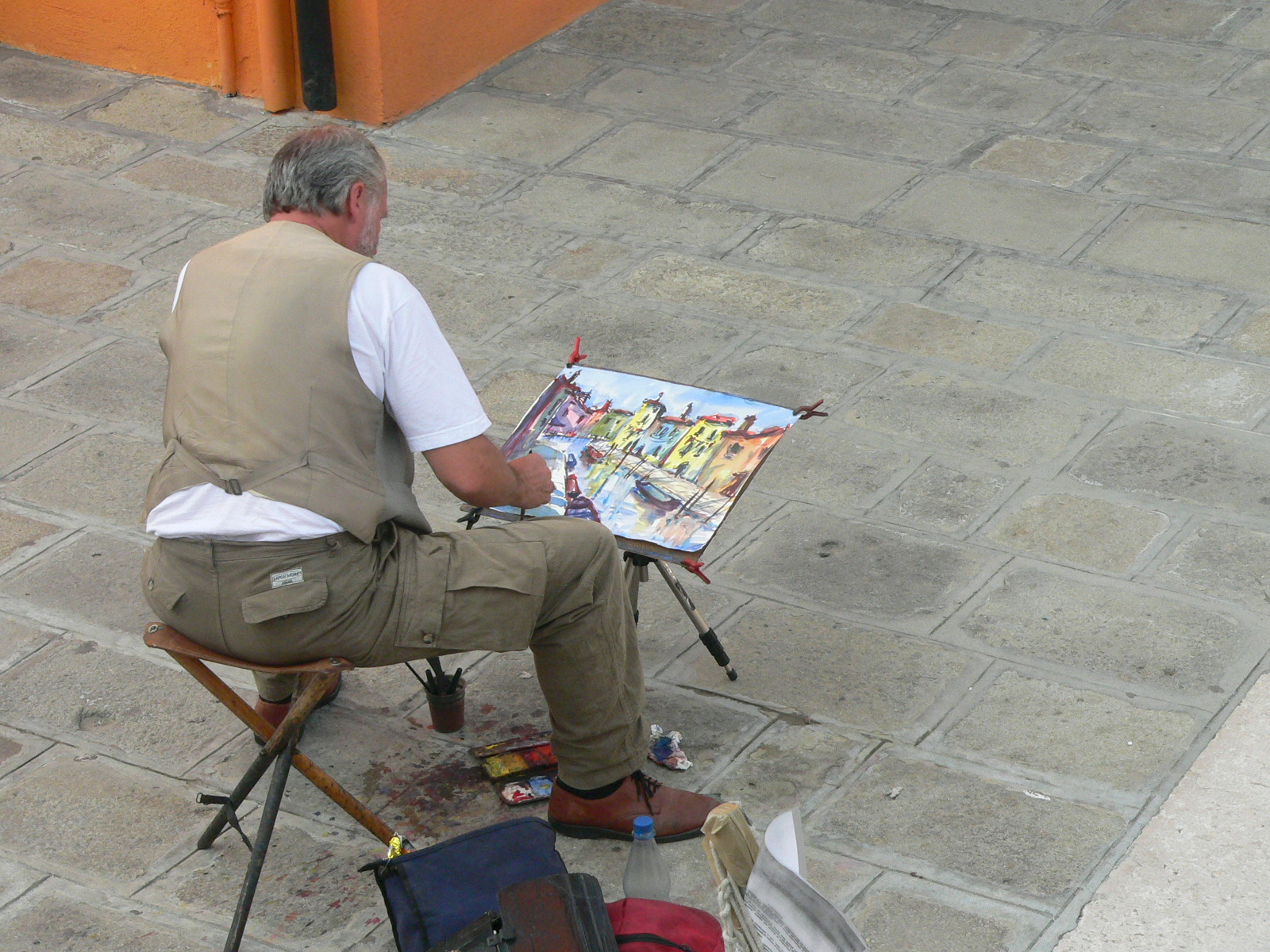
A színpompás utcakép sok festőművészt vonz a szigetre

Burano a szomszédos Torcellóval és Mazzorbóval együtt a Velencei-lagúna legkorábban létesült települései közé tartozik. A szigetet valószínűleg már a római korban is lakták, majd a 6. században az Attila hun seregei által 452-ben feldúlt Altinumból menekülők telepedtek le itt. A menekülők elhagyott városuk hat kapujának a nevét adták a környék szigeteinek: Murano, Mazzorbo, Burano, Torcello, Ammiana és Costanziaco. Eszerint a Burano városnév a Porta Boreanából, azaz az északi kapuból eredhet, de két egyéb feltételezés is létezik. Az egyik szerint az alapító Buriana családról kapta a nevét, míg a másik feltevés szerint a név arra utal, hogy az első telepesek a kb. 8 km-rel délebbre fekvő Buranello szigetéről érkeztek.
Egyes kutatók szerint az eredeti Burano nem ott alakult ki, ahol a mai szigetet találjuk. Régi feljegyzésekből azt vélik kiolvasni, hogy az egykori Burano a tengerhez közelebb helyezkedhetett el, amelynek a lakói azonban a tengerszint erős ingadozása miatt a lagúna belseje felé húzódtak. Más írások ezzel szemben arról tanúskodnak, hogy Burano helye soha nem változott.
A sziget első házai vályogból készültek. Csak később kezdtek téglaházakat építeni, ekkortól a régi épületeket raktárként használták. Később a sziget mintegy 8000 lakosú, virágzó település lett, amelyet azonban Torcellóból kormányoztak, és amely egyetlen olyan kiváltsággal sem rendelkezett, mint amilyenekre a közeli Murano abban az időben szert tett. Burano férfilakossága főként halászatból és csónakkészítésből élt, míg az asszonyoknak elsősorban a 16. századtól a 18. század végéig a csipkekészítés adott munkát és megélhetést. Burano jelentősége csak a 16. században kezdett növekedni, amikor a szigeten lakó asszonyok csipkevarrással kezdtek foglalkozni, és kialakult a csipkekészítés sajátos, Buranóra jellemző technikája, a reticella. A buranói csipke hamarosan a sziget egész Európában keresett exportcikke lett. A csipkekészítés a legkülönbözőbb társadalmi rétegekben egyaránt elterjedt, bár ami a nemesi származású asszonyok és a tehetősek részére a női alkotókészség kibontakoztatása volt, az az apácák számára az alázatosság gyakorlását és az elmélkedés lehetőségét nyújtotta, a legszegényebbek számára csak puszta kenyérkereseti forrást jelentett. 

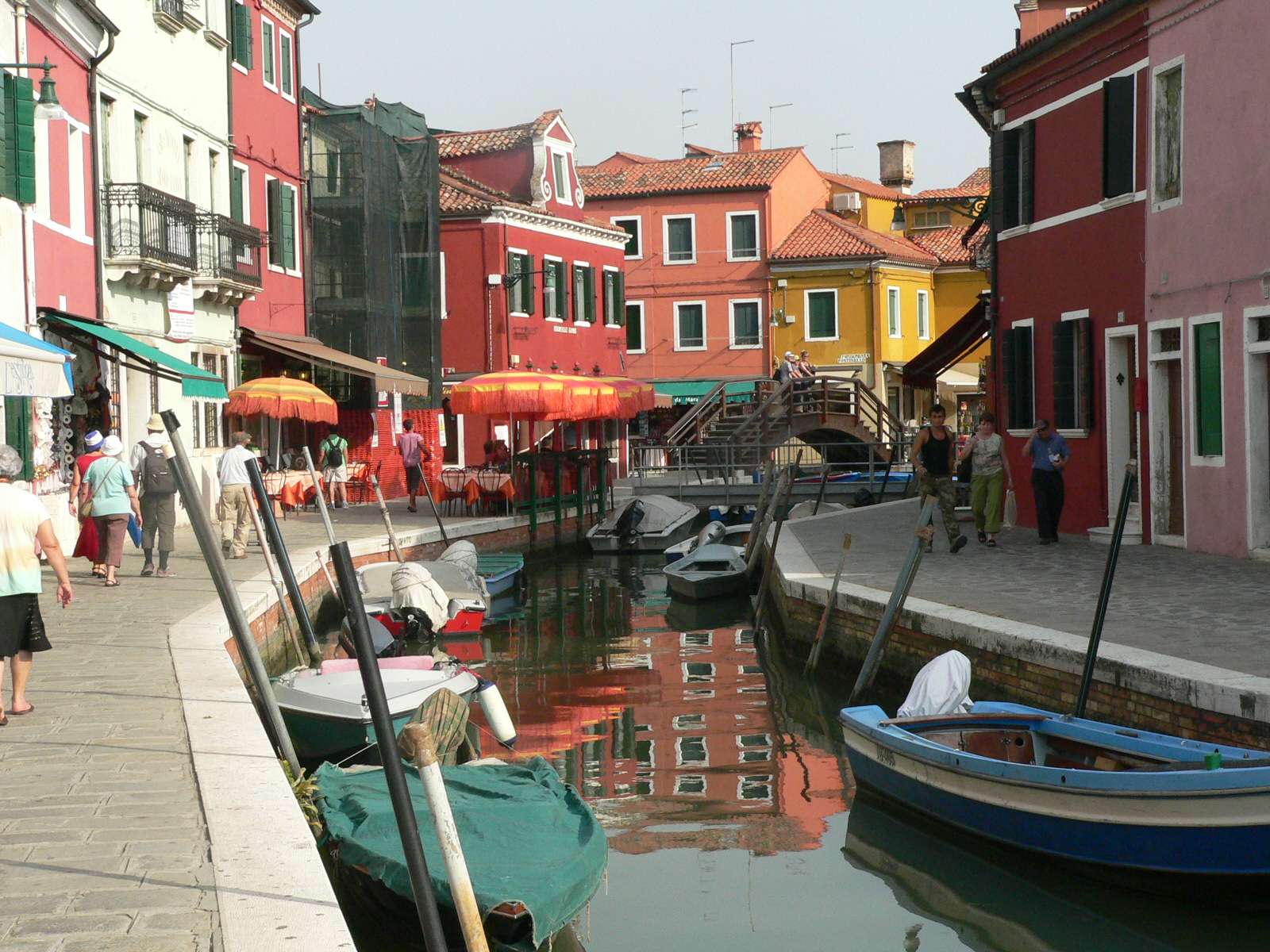
Burano fő „folyója”, a Rio Ponticello

A csipkekészítés a 18. század végétől hanyatlásnak indult, és csak 1872-től tért vissza a szigetre, amikor megnyitották a csipkekészítő iskolát. Akkorra ugyanis már Francesca Memo személyében csak egyetlenegy maradt a csipkekészítés titkait ismerő nők közül, aki átadhatta tudását az utódoknak. Ekkortól ismét virágzásnak indult az iparág, noha napjainkban csak nagyon kevesen készítenek a hagyományos, roppant időigényes technikával csipkét, amely ennek megfelelően rendkívül drága. A kézzel varrott csipkét egyre inkább kiszorítja a konkurencia, a (főként távol-keleti eredetű) géppel készített csipke.
Ma Burano öt, egymástól csatornákkal (Rio Ponticello, Rio Zuecca és Rio Terranova) elválasztott városrészre tagolódik: San Martino Destro, San Martino Sinistro, San Mauro, Giudecca és Terranova. Az utolsó jelentős városképi átalakítás során befedték a város legfőbb csatornájának egy részét, hogy a helyén kialakíthassák a város főutcáját és főterét.

## Nevezetességei

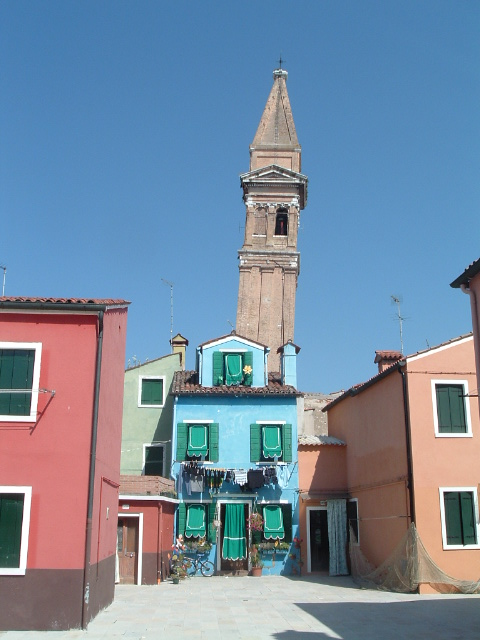
A San Martino templom jellegzetesen ferde tornya az apró, tarka házak fölé magasodik

Burano legfőbb nevezetességét az élénk színűre festett lakóházai jelentik. A sziget virágkora óta mind a mai napig az önkormányzat adja ki az engedélyt arra, hogy az egyes házakat milyen színűre lehet festeni. Ennek köszönheti a sziget a legváltozatosabb pasztellszínek egyvelegében pompázó utcaképét. Egy legenda szerint a házak tarka színei segítették a halászokat, hogy a színek alapján ködös időben is könnyen hazataláljanak.
A Galuppi téren áll az 1872-ben létesített Csipkekészítő iskola (Scuola del Merletto), amely ma a mesterség múzeumának ad otthont (Museo del Merletto). Az iskola az 1960-as évek végéig működött teljes tanítási idővel, ma már csak alkalmi csipkekészítő tanfolyamokat tartanak az intézményben.
Ugyancsak a főtéren, az egykori csipkekészítő iskolával szemközt áll a jellegzetesen ferde tornyú, Szent Márton templom (Chiesa San Martino). Bal oldalhajójának egyik oltárát Giambattista Tiepolo egyik fiatalkori, 1725-ben festett, Krisztus keresztre feszítését ábrázoló oltárképe díszíti.

### Híres szülötte
Baldassare Galuppi (Burano, 1706. október 18. – Velence, 1785. január 3.) itáliai karmester és zeneszerző, a 18. századi velencei opera jelentős mestere. Szülőhelyére utalva il Buranello néven is említik, keresztneve pedig velencei írásmód szerint Baldissara alakban is előfordul. Emlékét Burano róla elnevezett főterén álló bronzszobra őrzi.

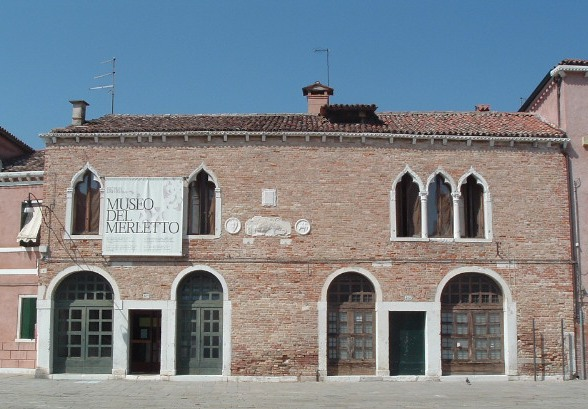
Az egykori csipkekészítő iskola ma a mesterség múzeuma
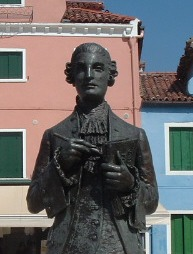
Baldassare Galuppi szobra a város róla elnevezett főterén

## Közlekedése
A Velencétől mintegy 7 km távolságban fekvő sziget a Velence északi partján fekvő kikötőből (Fondamente Nove) az ACTV velencei közlekedési vállalat járataival az LN (Laguna Nord) vonalon kb. 40 perc alatt elérhető. Burano az átszállóhely a Torcello felé induló ingajáratra. A Velence – Murano – Burano – Treporti útvonalon közlekedő hajók Mazzorbón is kikötnek.